# فرانك دبليو. لويس
فرانك دبليو. لويس (بالإنجليزية: Frank W. Lewis)‏ هو عالم تعمية أمريكي، ولد في 25 أغسطس 1912 في سولت ليك في الولايات المتحدة، وتوفي في 18 نوفمبر 2010.